# Kayden Kross
Kimberly Nicole Rathkamp, mer känd under artistnamnet Kayden Kross, är en amerikansk porrskådespelerska. Hon föddes 15 september 1985 i Sacramento i Kalifornien, där hon även växte upp. Hon har beskrivit sig själv som en plugghäst under skoltiden.

## Karriär

### Inom pornografi
Kayden Kross började sin filmkarriär 2006 när hon skrev kontrakt med Vivid. Hon spelade in tre filmer med bolaget: Kayden’s First Time, Hard Time och Be Here Now. Hon var dock inte nöjd med bolaget och avslutade kontraktet efter bara ett år. Senare skrev hon kontrakt med filmbolaget Adam & Eve. Hon har även medverkat i Penthouse och var september 2008 deras Penthouse pet of the month, liksom omslagsflicka i septembernumret 2010.
I januari 2010 knöt produktionsbolaget Digital Playground henne till sig då hon skrev på ett exklusivt mångårigt kontrakt. Hennes första film för bolaget blev The Smiths, en film som blev en omedelbar succé och som har fortsatt toppa försäljningslistorna. Under sin tredje månad med Digital Playground fick Kross huvudrollen i deras storproduktion Body Heat, för vilken hon fick två utmärkelser som bästa skådespelerska.
Hon avslutade 2013 karriären som skådespelare, efter att hennes fästman Manuel Ferrara bett henne sluta medverka i scener med andra män. Hon har dock fortsatt vara aktiv inom branschen som producent och startade 2015 porrsajten Trenchcoat X tillsammans med kollegan Stoya.

### Andra genrer
Kayden Kross har medverkat i FX’s komediserie The League, realityserien The Block och Family Jewels. Under 2011 gjorde hon rollen som Tara i Gregory Hatanakas drama Blue Dream. Hon har även medverkat i två musikvideor med det amerikanska melodic death metal-bandet Nekrogoblikon; "No One Survives" från 2012 och "We Need a Gimmick" 2015. 

## Priser
| År   | Utmärkelse       | Kategori                                                         | Film                                                                               |
| ---- | ---------------- | ---------------------------------------------------------------- | ---------------------------------------------------------------------------------- |
| 2009 | Hot d'Or         | Best American Starlet                                            | N/A                                                                                |
| 2010 | Venus Award      | Best Actress International                                       | N/A                                                                                |
|      | Erotixxx Award   | Best U.S. Actress                                                | N/A                                                                                |
|      | NightMoves Award | Best Female Performer (Fan's Choice)                             | N/A                                                                                |
| 2011 | AVN Award        | Best All-Girl Group Sex Scene Wildest Sex Scene (Fan Award)      | Body Heat                                                                          |
| 2011 | XBIZ Award       | Acting Performance of the Year (Female)                          | Body Heat                                                                          |
| 2012 | AVN Award        | Hottest Sex Scene (Fan Award)                                    | Babysitters 2                                                                      |
| 2013 | XBIZ Award       | Best Scene - All-Girl                                            | Mothers & Daughters                                                                |
| 2014 | XBIZ Award       | Best Scene - Feature Movie                                       | Code of Honor                                                                      |
| 2015 | XBIZ Award       | Director of the Year - Non-Feature Release Best Scene - All-Girl | Misha Cross Wide Open (med Manuel Ferrara) Misha Cross Wide Open (med Misha Cross) |
| 2018 | AVN Award        | Best Director – Non-Feature                                      | Sacrosanct                                                                         |

## Mainstreamfilmer (urval)
| År   | Titel                                            | Roll            |
| ---- | ------------------------------------------------ | --------------- |
| 2012 | Breaking Bad (bonus-DVD-feature Chicks 'n' Guns) | Kristall        |
| 2013 | Blue Dream                                       | Tara            |
| 2014 | The Hungover Games                               | Topless Blonde  |
| 2015 | Samurai Cop 2: Deadly Vengeance                  | Milena/Jennifer |
| 2016 | Enter the Samurai                                | Kayden Kross    |